# Danh sách ngôn ngữ theo số người nói bản địa

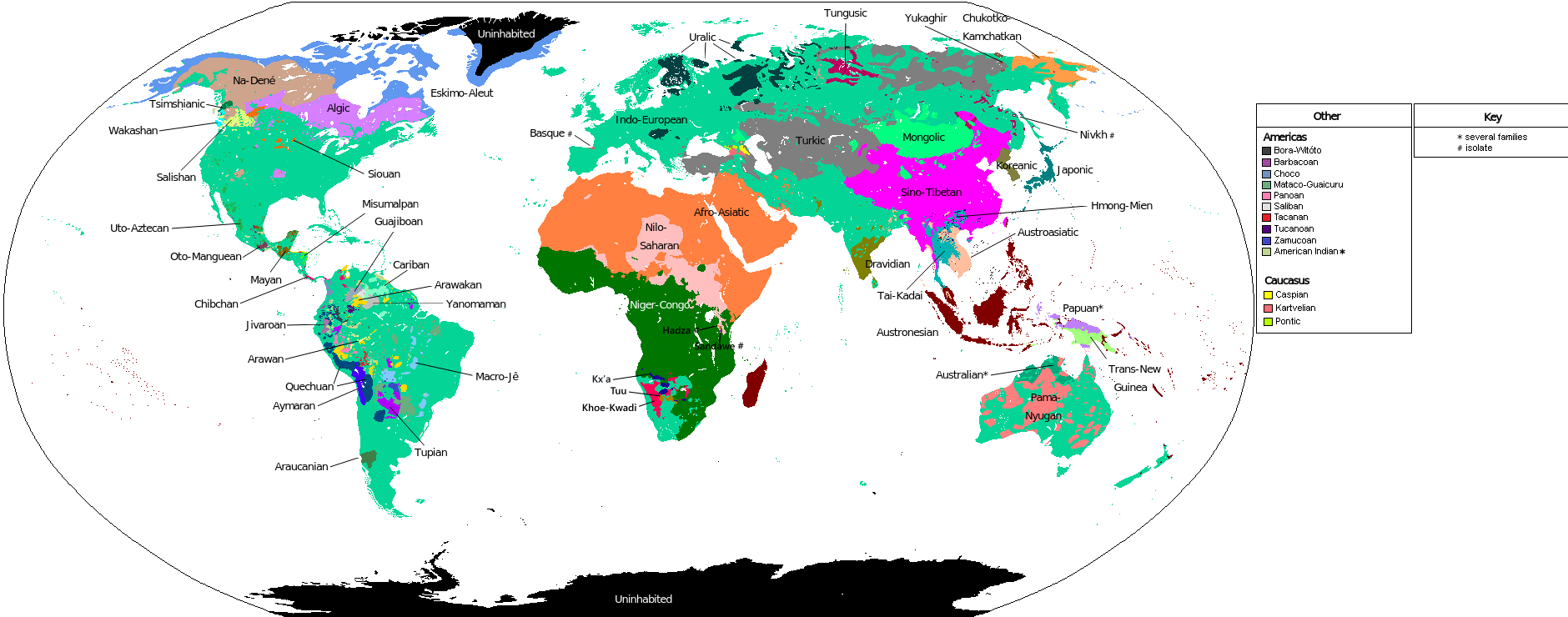
Bản đồ ngữ hệ toàn cầu

Danh sách này xếp hạng các ngôn ngữ có số người nói bản địa (tiếng mẹ đẻ) nhiều nhất trên thế giới.

## Xếp hạng

### Ethnologue
Bảng dưới đây liệt kê các ngôn ngữ có từ 50 triệu người nói bản địa trở lên, không bao gồm các nhóm ngôn ngữ lớn và biến thể của chúng, ví dụ như nhóm tiếng Ả Rập, nhóm tiếng Lahnda, nhóm tiếng Ba Tư, nhóm tiếng Mã Lai, nhóm tiếng Pashto và nhóm tiếng Trung Quốc. Số liệu lấy từ tái bản lần thứ 27 của trang Ethnologue  (2024). 
| Ngôn ngữ           | Người nói bản địa (triệu) | Ngữ hệ           | Nhánh         |
| ------------------ | ------------------------- | ---------------- | ------------- |
| Tiếng Quan thoại   | 941                       | Hán-Tạng         | Hán           |
| Tiếng Tây Ban Nha  | 486                       | Ấn-Âu            | Rôman         |
| Tiếng Anh          | 380                       | Ấn-Âu            | German        |
| Tiếng Hindi        | 345                       | Ấn-Âu            | Ấn-Arya       |
| Tiếng Bengal       | 237                       | Ấn-Âu            | Ấn-Arya       |
| Tiếng Bồ Đào Nha   | 236                       | Ấn-Âu            | Rôman         |
| Tiếng Nga          | 148                       | Ấn-Âu            | Balt-Slav     |
| Tiếng Nhật         | 123                       | Nhật Bản-Lưu Cầu | Nhật          |
| Tiếng Quảng Đông   | 86                        | Hán-Tạng         | Hán           |
| Tiếng Việt         | 85                        | Nam Á            | Việt          |
| Tiếng Thổ Nhĩ Kỳ   | 84                        | Turk             | Oghuz         |
| Tiếng Ngô          | 83                        | Hán-Tạng         | Hán           |
| Tiếng Marathi      | 83                        | Ấn-Âu            | Ấn-Arya       |
| Tiếng Telugu       | 83                        | Dravida          | Trung-Nam     |
| Tiếng Punjab       | 82                        | Ấn-Âu            | Ấn-Arya       |
| Tiếng Hàn Quốc     | 81                        | Triều Tiên       | —             |
| Tiếng Tamil        | 79                        | Dravida          | Tamil-Kannada |
| Tiếng Ả Rập Ai Cập | 78                        | Phi-Á            | Semit         |
| Tiếng Đức chuẩn    | 76                        | Ấn-Âu            | German        |
| Tiếng Pháp         | 74                        | Ấn-Âu            | Rôman         |
| Tiếng Urdu         | 70                        | Ấn-Âu            | Ấn-Arya       |
| Tiếng Java         | 68                        | Nam Đảo          | Mã Lai-Đa Đảo |
| Tiếng Ý            | 64                        | Ấn-Âu            | Rôman         |
| Tiếng Ba Tư Iran   | 62                        | Ấn-Âu            | Iran          |
| Tiếng Gujarat      | 58                        | Ấn-Âu            | Ấn-Arya       |
| Tiếng Hausa        | 54                        | Phi-Á            | Tchad         |
| Tiếng Bhojpur      | 53                        | Ấn-Âu            | Ấn-Arya       |
| Tiếng Ả Rập Levant | 51                        | Phi-Á            | Semit         |
| Tiếng Mân Nam      | 51                        | Hán-Tạng         | Hán           |